# Mate Martin Bogdanović
Mate Martin Bogdanović (u američkim izvorima Martin Bogdanovich) (otok Biševo kod Komiže, 1882. – 1944.) je bio hrvatsko-američki ribarski poduzetnik. Izgradio je, zajedno s još pet partnera, poslovno carstvo utemeljeno na ribopreradi. Jednim je od ključnih osoba u povijesti američke industrije konzerviranja tune.
Rodio se je na otoku Biševu 1882. Osnovnu školu je pohađao u rodnom kraju. Vojsku je odslužio u austrijskoj mornarici od 1903. do 1907., nakon čega je otišao u SAD iduće godine. Naselio se u San Pedru. Odmah se priključio riboprerađivačkoj industriji, koja je onda ondje bila u poletu. U početku je imao svoju riblju veletržnicu California Fish Company, a onda ju je nakon par godina prodao. 
Ribarsko iskustvo iz rodne Komiže pomoglo mu je steći početnu glavnicu za njegove kasnije poslovne pothvate. Ribareći na zapadnoj obali stekao je veliki novac. Njime je utemeljio 1917. u San Pedru poznatu tvrtku French Sardine Co. u suradnji s Komižaninom Josipom Mardešićem., koja je kasnije postala poznata kao Star-Kist Foods. Njegova tvornica je bila prva tvornica ribljih konzervi na zapadnoj obali SAD-a. Konzervirali su tune i srdele. Tunu su prodavali američkoj vladi, kojom je hranila vojnike koji su bili na ratištima u Prvom svjetskom ratu. Do 1930-ih je bila jednim od najvećih riboprerađivačkih koncerna. Vremenom je ta tvrtka postala najveći pogon na svijetu za konzerviranje ribe (po tisuću ljudi samo u jednoj smjeni). Za njegove zasluge, odlikovao ga je prijestolonasljednik Pavle Karađorđević ordenom jugoslavenske krune 1937. godine. U međuvremenu je postao čelnikom i odbornikom u još nekoliko tvrtki, kao i rizničarom Ujedinjenog odbora južnoslavenskih Amerikanaca (United Committee of Southern Slavic Americans) te odbornikom u direktorskog odbora trgovinske komore San Pedra. Umro je 1944. godine je dok je putovao na sastanak u Yugoslav Club u San Pedro. Velike je njegov doprinos gospodarskoj snazi i stabilnosti mjesne hrvatske zajednice. U svojoj tvornici, "kanariji" (eng. cannery) je zapošljavao uglavnom Hrvate, a srdele je kupovao od tamošnjih ribara Hrvata.
Od 1946. se njihova tvornica za konzerviranje nalazila na Terminal Islandu.
Otac je Katherine Bogdanovich Loker iz Oceansidea, supruge Donalda Lokera, harvardskog studenta i jednog od starijih američkih glumaca i poznate donatorice sveučilišta Harvard (7 milijuna dolara). Katherine je poznata filantropica.
Danas se njemu i njegovom sinu Josephu (u. 2005.) u čast zove jedan park, Bogdanovich Park. Nalazi se blizu kluba San Pedro Elks u South Shoresu. Ime je dobio 1998. godine.

## Vanjske poveznice
- Martin Mate Bogdanović Hrvatska tehnička enciklopedija, portal hrvatske tehničke baštine. LZMK